# Војска (Свилајнац)
Војска је насеље у Србији у општини Свилајнац у Поморавском округу. Према попису из 2022. има 551 становника (према попису из 2011. било је 837 становника). Село Војска представљено је на карти Угарске (Mappa geographica novissima Regni Hungariae) Игњаца Милера из 1769. године.
Овде се налази ОШ „Стеван Синђелић“ Војска. Овде се налази Запис Петковића храст (Војска).

## Демографија
У насељу Војска живи 879 пунолетних становника, а просечна старост становништва износи 45,6 година (44,6 код мушкараца и 46,6 код жена). У насељу има 304 домаћинства, а просечан број чланова по домаћинству је 3,45.
Ово насеље је великим делом насељено Србима (према попису из 2002. године), а у последња три пописа, примећен је пад у броју становника.
|  |

| Демографија | Демографија | Демографија |
| Година      | Становника  | Становника  |
| ----------- | ----------- | ----------- |
| 1948.       | 1.629       |             |
| 1953.       | 1.688       |             |
| 1961.       | 1.619       |             |
| 1971.       | 1.488       |             |
| 1981.       | 1.421       |             |
| 1991.       | 1.345       | 1.159       |
| 2002.       | 1.050       | 1.256       |
| 2011.       | 837         |             |
| 2022.       | 551         |             |

| Етнички састав према попису из 2002.‍ | Етнички састав према попису из 2002.‍ | Етнички састав према попису из 2002.‍ | Етнички састав према попису из 2002.‍ | Етнички састав према попису из 2002.‍ |
| ------------------------------------ | ------------------------------------ | ------------------------------------ | ------------------------------------ | ------------------------------------ |
|                                      |                                      |                                      |                                      |                                      |
| Срби                                 | Срби                                 |                                      | 1.046                                | 99,61%                               |
| Румуни                               | Румуни                               |                                      | 2                                    | 0,19%                                |
| Југословени                          | Југословени                          |                                      | 1                                    | 0,09%                                |
| непознато                            | непознато                            |                                      | 1                                    | 0,09%                                |

| Година пописа     | 1948. | 1953. | 1961. | 1971. | 1981. | 1991. | 2002. |
| ----------------- | ----- | ----- | ----- | ----- | ----- | ----- | ----- |
| Број домаћинстава | 350   | 348   | 400   | 409   | 393   | 360   | 304   |

| Број чланова      | 1  | 2  | 3  | 4  | 5  | 6  | 7  | 8 | 9 | 10 и више | Просек |
| ----------------- | -- | -- | -- | -- | -- | -- | -- | - | - | --------- | ------ |
| Број домаћинстава | 59 | 68 | 35 | 56 | 30 | 31 | 18 | 5 | 1 | 1         | 3,45   |

| Пол    | Укупно | Неожењен/Неудата | Ожењен/Удата | Удовац/Удовица | Разведен/Разведена | Непознато |
| ------ | ------ | ---------------- | ------------ | -------------- | ------------------ | --------- |
| Мушки  | 430    | 91               | 307          | 22             | 7                  | 3         |
| Женски | 477    | 56               | 314          | 91             | 14                 | 2         |
| УКУПНО | 907    | 147              | 621          | 113            | 21                 | 5         |

| Пол    | Укупно                    | Пољопривреда, лов и шумарство | Рибарство                            | Вађење руде и камена | Прерађивачка индустрија       |
| ------ | ------------------------- | ----------------------------- | ------------------------------------ | -------------------- | ----------------------------- |
| Мушки  | 282                       | 188                           | 0                                    | 0                    | 32                            |
| Женски | 254                       | 223                           | 0                                    | 0                    | 5                             |
| УКУПНО | 536                       | 411                           | 0                                    | 0                    | 37                            |
| Пол    | Производња и снабдевање   | Грађевинарство                | Трговина                             | Хотели и ресторани   | Саобраћај, складиштење и везе |
| Мушки  | 4                         | 2                             | 16                                   | 4                    | 8                             |
| Женски | 0                         | 0                             | 11                                   | 0                    | 0                             |
| УКУПНО | 4                         | 2                             | 27                                   | 4                    | 8                             |
| Пол    | Финансијско посредовање   | Некретнине                    | Државна управа и одбрана             | Образовање           | Здравствени и социјални рад   |
| Мушки  | 0                         | 3                             | 7                                    | 6                    | 6                             |
| Женски | 0                         | 1                             | 1                                    | 5                    | 7                             |
| УКУПНО | 0                         | 4                             | 8                                    | 11                   | 13                            |
| Пол    | Остале услужне активности | Приватна домаћинства          | Екстериторијалне организације и тела | Непознато            | Непознато                     |
| Мушки  | 3                         | 0                             | 0                                    | 3                    | 3                             |
| Женски | 0                         | 0                             | 0                                    | 1                    | 1                             |
| УКУПНО | 3                         | 0                             | 0                                    | 4                    | 4                             |